# Cyber Troopers Virtual-On: Operation Moongate
Cyber Troopers Virtual-On (電脳戦機バーチャロン, Dennō Senki Bācharon) est un jeu de combat de mecha en 3D, développé par Sega AM3 et édité par Sega, il est sorti en arcade sur le système Model 2 en 1995, avant d'être porté sur Saturn en 1996 et sur Windows en 1997.
Il fut également adapté sur la PlayStation 2 en 2007 dans la collection Sega Ages (uniquement au Japon sous le titre Sega Ages 2500 Series Vol. 31: Dennou Senki Virtual On).

## Accueil
- GameSpot : 5,4/10[1]